# 道者超元
道者超元（どうしゃ ちょうげん、1602年（万暦30年） - 1662年（康熙元年））は、明末清初に来日した中国僧。福建省興化府莆田県の生まれ。

## 生涯
漳州府にある南院において出家。
隠元隆琦の法弟にあたる亘信行弥の法嗣となった。
1650年（慶安3年）に来日し、長崎の崇福寺の住持となった。1651年（慶安4年）には、盤珪永琢が参禅し、付法を受けた。
1655年（明暦元年）5月、隠元が来日し、崇福寺に入ると、住持の座を譲り、監寺と就った。同年9月、隠元が摂津国の普門寺に移ると、再度、崇福寺の住持と就った。
1657年（明暦3年）2月、即非如一が来日し、やはり崇福寺に入寺すると、翌年には、道者は隠退した。
1658年（万治元年）に中国に戻り、1662年（康煕元年）に福建の興化府にある国観寺で没した。享年61。